# 南京南站
南京南站位于中华人民共和国江苏省南京市，是中国铁路上海局集团辖下的特等站。车站于2008年1月10日開工，2011年6月28日京沪场和沪汉蓉场、北半部分和站北广场啟用，站房南半部分于2013年宁杭客专开通之际同步投入使用（宁安场和南广场于2014年建成投入使用），是联结京沪、沪汉蓉、沪宁、宁杭、宁安、沪宁沿江等多条高速铁路线路的客运枢纽站，也是京沪高速铁路五大始发站之一，并与地铁南京南站共構。车站总建筑面积約45.8万平方米，其中主站房面积達28.15万平方米，是亚洲最大的铁路车站之一。

## 历史

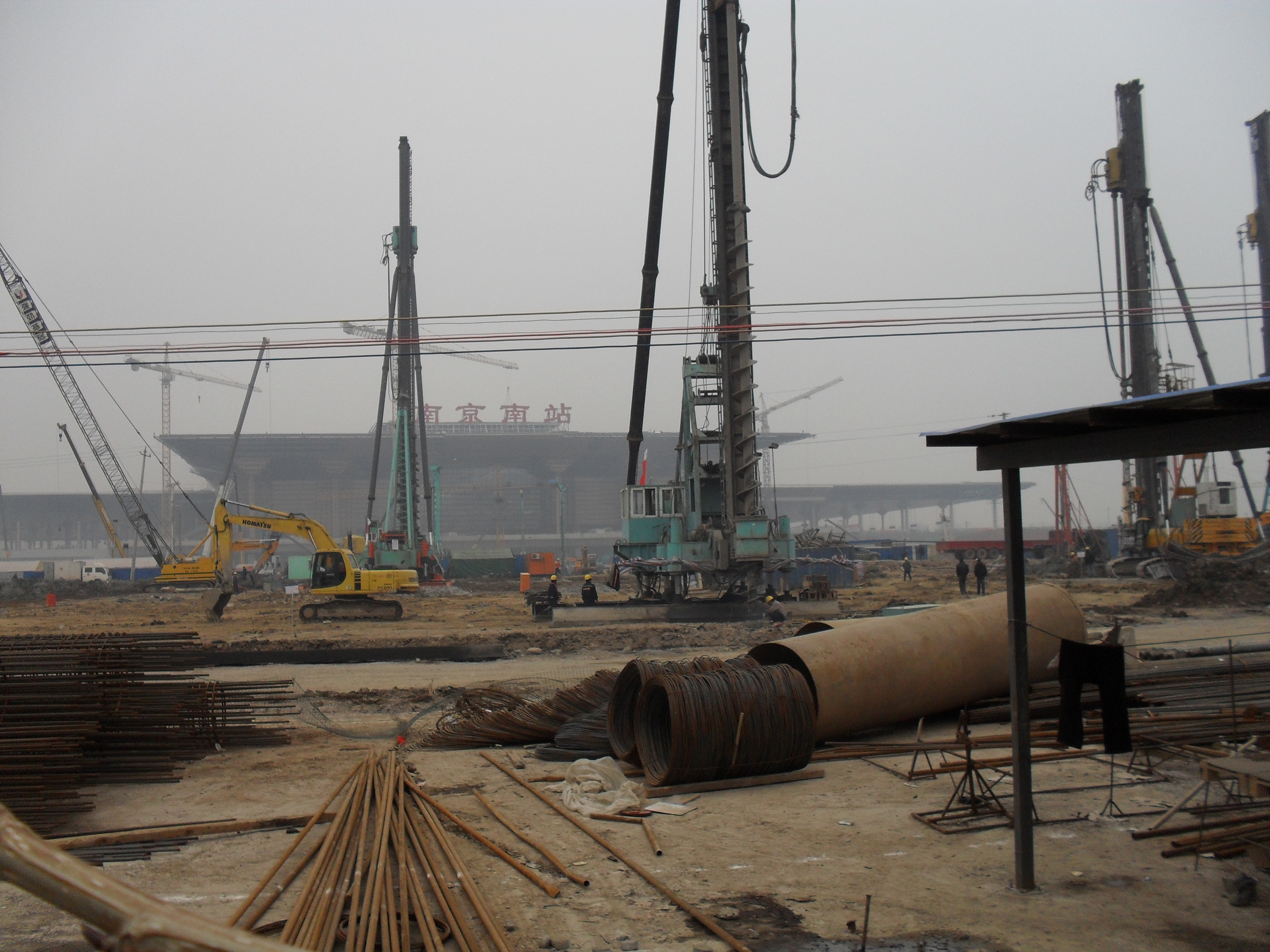
建设中的南京南站，2011年3月

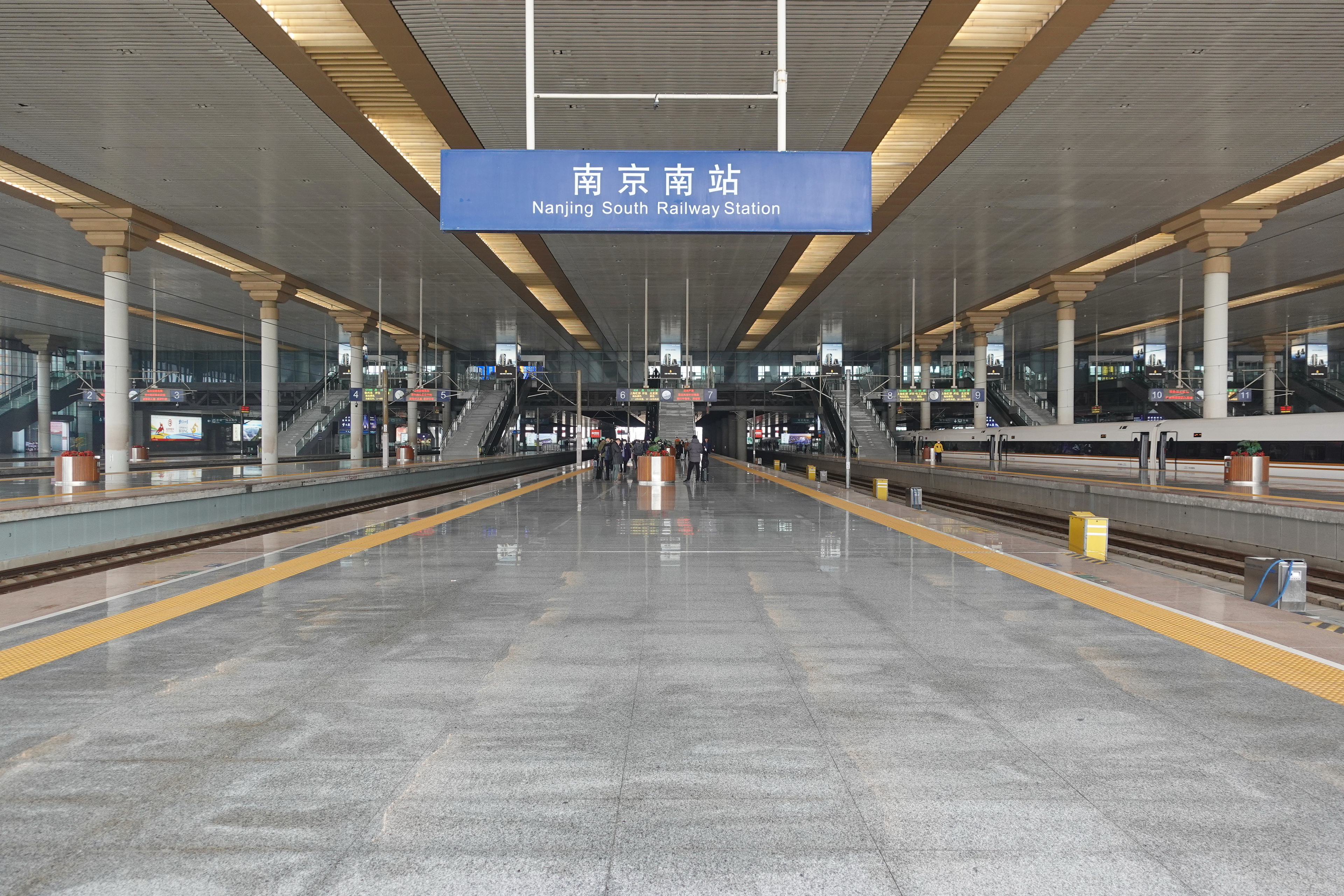
南京南站岛式站台（京沪场6站台近邻上行正线）

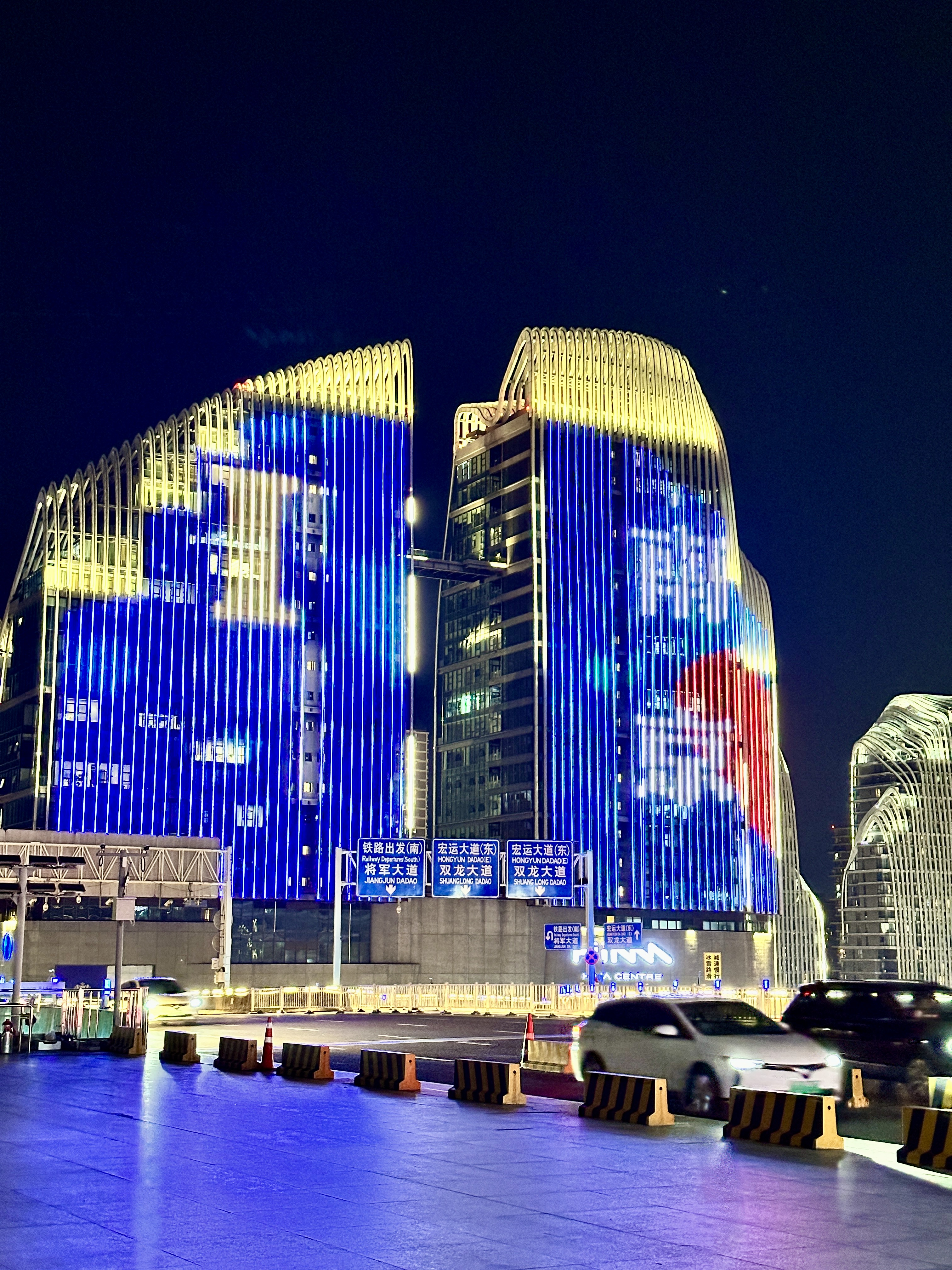
南京南站南入口落客平台南望

在原铁道部于1991年规划修建京沪高速铁路之初，南京段的选址出现了铁路与地方上的分歧。铁道部从与既有线的衔接、职工通勤便利的角度出发，倾向于从既有南京站过境，从上元门经地下隧道过江的北线方案；而南京当地为发展主城区南部，提出从大胜关长江大桥过江的南线方案。虽然两种方案造价相当，但南京当地提出的南线方案并未被铁道部接受。随后南京当地政府通过各种方式说服铁道部采用南线方案，但并未成功，而京沪高速铁路项目也被暂时搁浅。但南京市规划局同时将用于预留建设南北两线的土地冻结。
2003年新任铁道部部长刘志军上台后，提出了铁路“跨越式发展”，京沪高速铁路项目重新启动。铁道部发现此时因南京城北的发展，用于铁路建设的拆迁工作非常庞大；同时上元门过江的方案也因1000米半径的控制线的存在导致列车通过时速受限，从而于2003年6月13日约见南京市政府，同意并采用了南线方案。之后南京南站虽然有大概的模型，但南京市政府与铁道部又多次就站场离地高度、地下空间面积、汽车南站选址等发生分歧，南京政府的方案最后经过的再三坚持以及说服才得以实行。
2008年1月10日南京南站开工，作为京沪高速铁路江苏段的“发令枪”。2011年2月20日南京南站主体结构封顶。2011年5月30日南京南站南站房完工。6月9日起京沪高速铁路开始全线试运行，南京南站开始接发试运营列车。6月28日，南京南站开始营运。但由于京沪高速铁路尚未开通，南京南站仅有售票业务。同日，下关、汉中门、中华门（含雨花管理点）、马群等4个汽车客运站关闭。6月30日京沪高速铁路全线开通，南京南站正式开始办理旅客乘降作业，首班列车为始发至北京南的G150次列车。
规划从南京南站出岔的沪宁沿江高速铁路于2020年开工。2022年6月7日起，施工部门开始对南京南站宁安场进行改造以接入沪宁沿江高速铁路，新增13组道岔，于7月9日完工。

## 车站结构

### 站房
南京南站占地约1000亩，站房建筑面积为458000平方米，其中客运设施面积160000平方米（仅计算候车大厅和售票大厅等铁路客运设施）。由中铁第四勘察院设计，以“古都新站”为意向，通过大胆使用香槟黄色的斗拱彰显南京作为六朝古都的特色。车站整体东西宽度450米，车站总高59.96米（候车大厅二层平台离地面12.4米，候车大厅三层平台离地面22.4米）。
站房采用线上高架候车结构，包括南北两个站房和高架站房；地上3层结构为站房，设置站前高架和落客平台；地下结构两层，负一层为铁路地铁换乘平台和地铁站厅层，负二层为地铁1号线和地铁3号线轨道层，北广场地下有地铁6号线、地铁S1号线、地铁S3号线的站厅层和轨道层，南广场于2014年建成。
南京南站为高架车站设计。其一层为公交车、出租车和社会车辆的停车场，二层为站台和进站区域，并设有售票厅、自助购票厅。三层为候车大厅。南京南站候车大厅南北长417米，候车大厅东西宽156米，内有6个普通候车室、1个无障碍候车室、1个团体候车室、1个城际换乘候车室和2个贵宾候车室以及商业区。三层夹层为商业层，并且在南北广场上各有一个高架与三层的候车大厅相连。
- 进站入口（北侧），可见站前的貔貅（辟邪）雕塑
- 候车大厅
- 检票口
- 售票处
- 到达/出站层
- 到达大厅入口

### 站场
南京南站站台设在2层，共有15站台28线，全部为到发线，有效长度650米。站台包括13个岛式站台和2个侧式站台，长450米。
南京南站分为京沪、沪汉蓉宁杭和宁安三个车场，分别设了三个不同信号楼：
- 北站场为京沪高速铁路站场，10股道。1至10号站台供京沪高铁的列车停靠；
- 中站场为沪汉蓉宁杭场，西边接驳沪汉蓉客运专线，东边接驳宁杭高速铁路，12股道。11至22号站台股道供沪汉蓉线和宁杭城客运专线停靠；
- 南站场为宁安场，西边接驳宁安城际铁路，东边接驳沪宁城际铁路仙西联络线和沪宁沿江高速铁路，共有6股道。23至28号站台股道供宁安线和沪宁沿江列车停靠。

西咽喉三场之间皆无联络线，分别有入南京动车段南京南动车所的出入库线。东咽喉京沪高速铁路正线到沪汉蓉宁杭场、宁杭高速铁路到京沪场均有双线立体交叉联络线，沪宁城际铁路仙西联络线至沪汉蓉宁杭场21、22道设有渡线。车站曾经为考虑保障列车通过车站时站台上旅客的安全，南京南站京沪高铁、宁安正线及沪汉蓉正线站台上安装有半高屏蔽门，后因南京南正线无车跨越通过，屏蔽门被拆除。
| 月台编号 | 路线                                                     | 行驶方向                                                                             |
| -------- | -------------------------------------------------------- | ------------------------------------------------------------------------------------ |
| 1～10    | 京沪高速铁路                                             | 北京南・天津西・济南西・徐州东・蚌埠南・镇江南・上海虹桥方向                         |
| 11～22   | 合宁铁路・宁杭客运专线                                   | 成都东・重庆北・宜昌东・汉口・六安・合肥南・溧阳・宜兴・长兴・湖州・德清・杭州东方向 |
| 23～28   | 宁安城际铁路・仙宁铁路连接沪宁城际铁路・沪宁沿江高速铁路 | 马鞍山东・芜湖・安庆・镇江・常州・无锡・苏州・昆山南・上海虹桥・上海方向             |

| ↑ 镇江南 (东) ↑ 江宁 (东南) ↑ 仙林 (东北) ↑ 句容 (东南)                                                            |
| \| 2 3 \| 4 5 \| 6 7 \| 8 9 \| 10 11 \| 12 13 \| 14 15 \| 16 17 \| 18 19 \| 20 21 \| 22 23 \| 24 25 \| 26 27 \| 28 |
| ↓ 滁州 (西北) ↓ 江浦 (西) ↓ 江宁西 (西南)                                                                          |

## 争议

### 工程质量

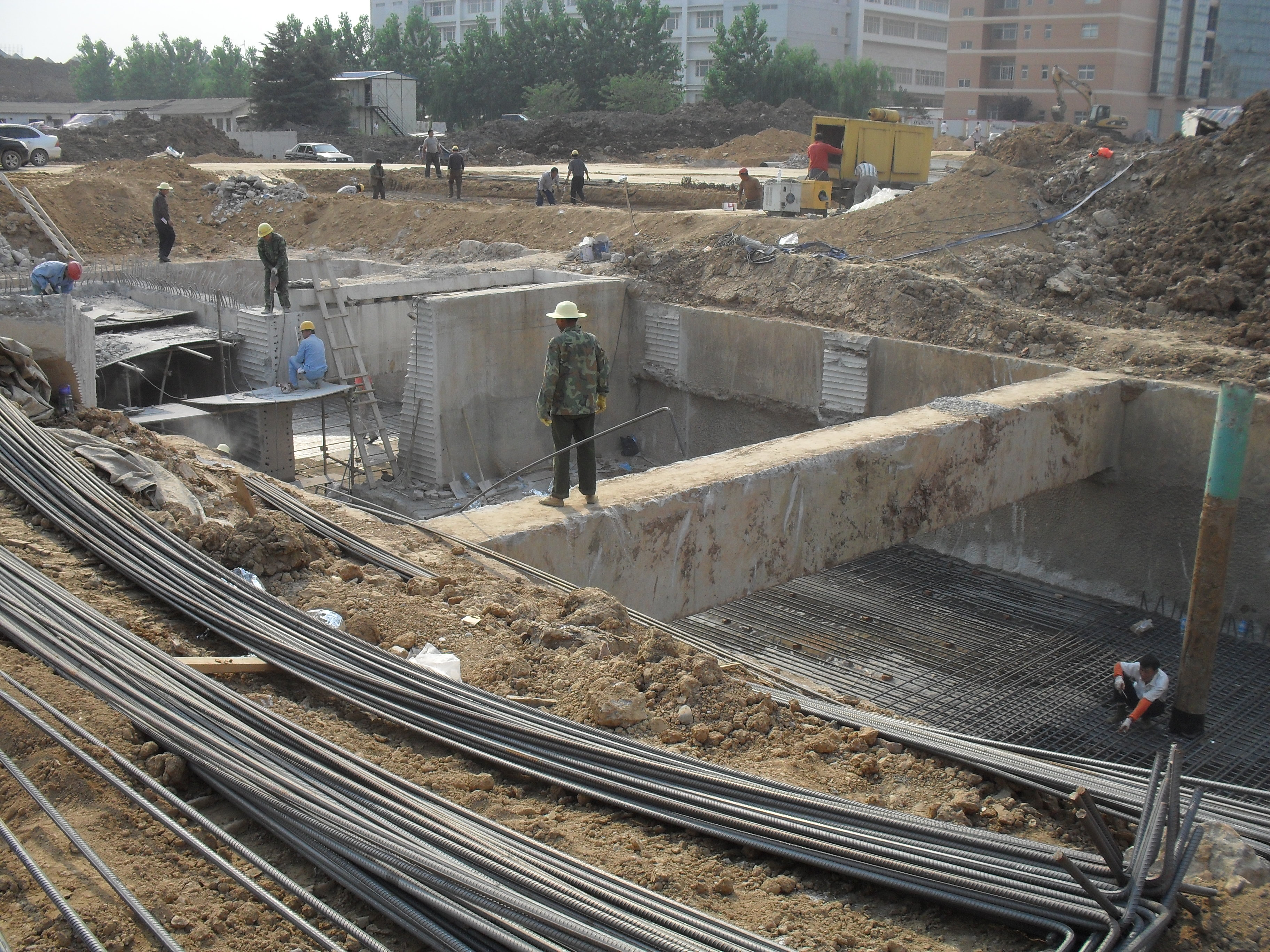
2011年6月1日的南京南站北广场，施工方仅剩下27日将广场完工并铺满地砖

2011年，在南京南站启用不到十天，施工方便重新进场将北广场铺设的花岗岩地砖敲碎并重新铺设。根据施工方解释之前铺设的地砖属为赶在能使车站在6月30日前开通运营的“临时性”工程，但有市民质疑之前铺设的地砖或存质量问题。重新铺设的地砖于7月14日竣工。随后车站的候车大厅天花板在7月18日的暴雨过后出现了渗水、地基下沉现象，而施工方则坦言为保证提前2月竣工的要求即使“得把一天掰成3天来过”，最后“还是差点赶不及”，从而忽略了观察期。

## 事件

### 列车夹人事件
2017年3月26日下午3点46分，一名男子在上海虹桥开往汉口的D3026/7次列车进入21站台时突然从对面22站台跳下进入股道，并乘列车进站时横越股道企图进入21号站台未果，下半身被夹在列车1号车厢和站台之间。列车随即紧急停车，此时男子意识依旧清醒。南京消防指挥中心调集铁心桥、特勤一中队赶赴现场，利用凿岩机破拆车站站台进行救援。男子被消防指挥中心救出后被确认无生命体征。随后南京南站请求南京动车段临时启用热备车，南京动车段从南京南动车所调配一组和谐号CRH380BL型动车组担当D3027次列车后续路程。D3027次列车原乘客换乘完毕后于下午5时25分开车前往汉口。
根据调查发现，该男子名为杨尧，系苏州创飞智能科技公司的一名无人机驾驶员。2017年3月杨尧被公司派至湖北黄冈一职业学院做无人机培训老师，由于直达车票已售完，遂预定了26日G7248次列车（苏州至南京南）、27日D3026次列车（南京南至汉口）和26日D5911次列车（武汉至黄冈）三张车票前往黄冈。南京南站派出所工作人员认为，因26日D3026次列车已售完，杨尧其实有意通过购买非当日的D3026次列车，在G7248次列车到达南京南站后，通过站内地道换乘以混上26日的D3026次列车。但由于G7248次列车停靠的23站台与D3026/3027次列车停靠的21站台在地道内并不联通，因此杨选择通过翻越股道这种非正常行为换乘，但不幸被列车夹住身亡。
南京直属站认为杨尧违反有关法律法规，对事故发生负有全部责任。但从人道主义角度出发，可向家人补偿丧葬费等。
而当事人的妹妹杨鑫称：她们在翻看监控录像后，发现该男子在到达南京南站23站台后并未出站，在进入出站扶梯30秒后又返回站台，随后在22、23站台上逗留直至消失在人群中。杨鑫认为该男子在站台上长时间的停留却没有工作人员经过，怀疑车站方面存在失职行为，向南京铁路运输法院提起诉讼，要求索赔80余万元。2018年7月13日，南京铁路运输法院宣判，驳回原告的诉讼请求。

### 坠亡事件
2020年5月14日中午，南京南站发生坠亡事件，一名男子从车站一电扶梯口附近平台坠落，不幸身亡。当晚，警方发布通报，该男子因家庭纠纷产生轻生念头，遂从南京南站北二楼东扶梯口纵身跳下身亡。

### 野猪入侵轨道事件
2024年10月27日，南京南站出现大面积列车延误事件，有大批旅客滞留车站。29日，铁路南京站发布通报，系一头野猪于27日傍晚侵入南京南站至紫金山东站间的高铁线，与通过列车D5515次相撞，引发设备故障停车，造成途经南京南站的部分列车延迟。而该列车的随车机械师在排查处置故障过程中被邻线限速通过的列车碰撞，后经抢救后不治身亡。

### 撞鸟事件
2025年1月17日晚，南京南站多班列車長時間延誤，工作人員解釋與運行列車撞上異物有關。1月18日，铁路南京站发布情况说明，表示当天20时05分左右，由上海虹桥站至汉口站的D3014次列车运行到紫金山东站至南京南站区间时，因撞鸟临时停车。该次事件距野猪入侵轨道事件仅过去不到三个月。

## 接驳交通

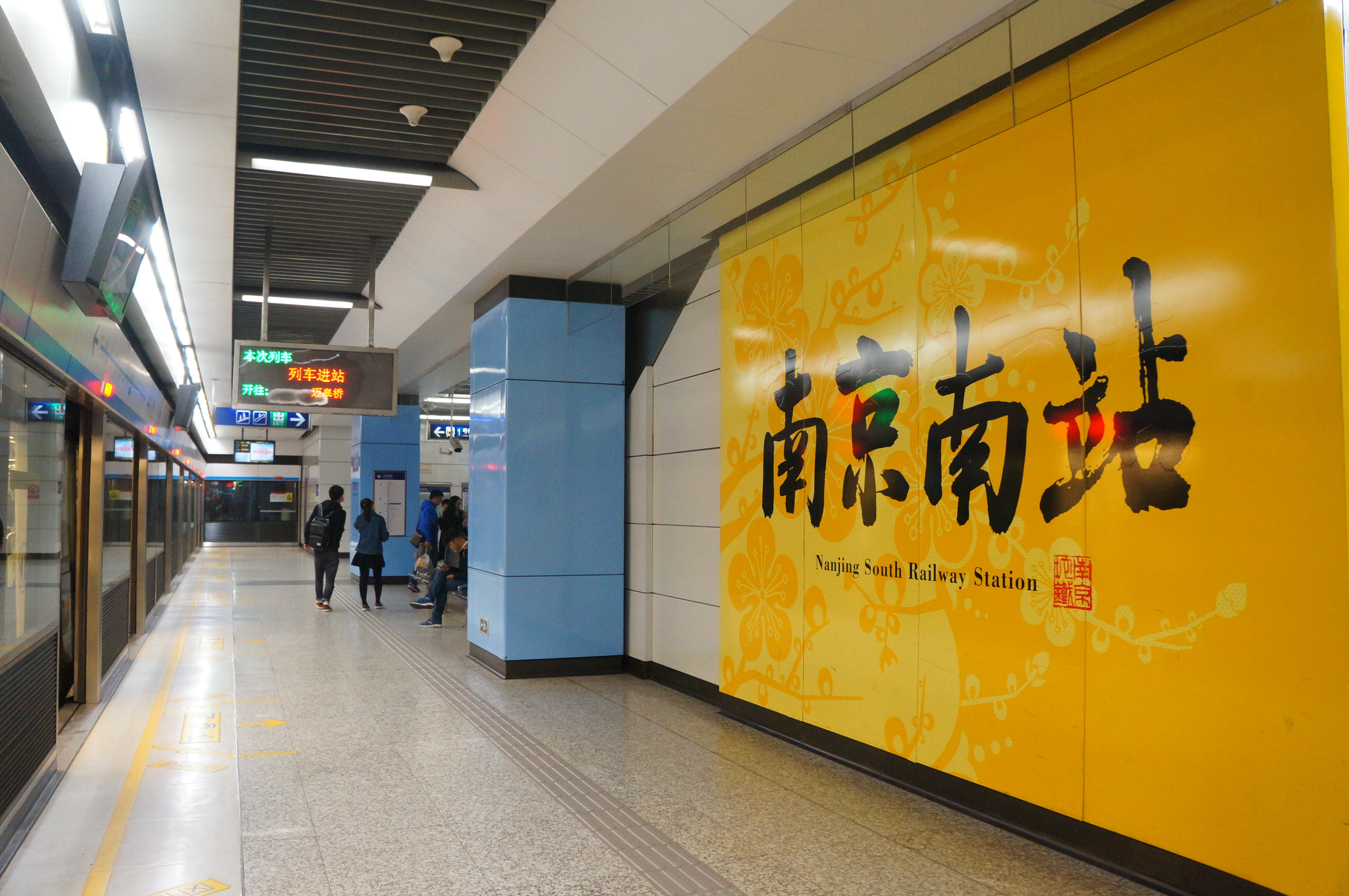
南京地铁南京南站站台大字壁

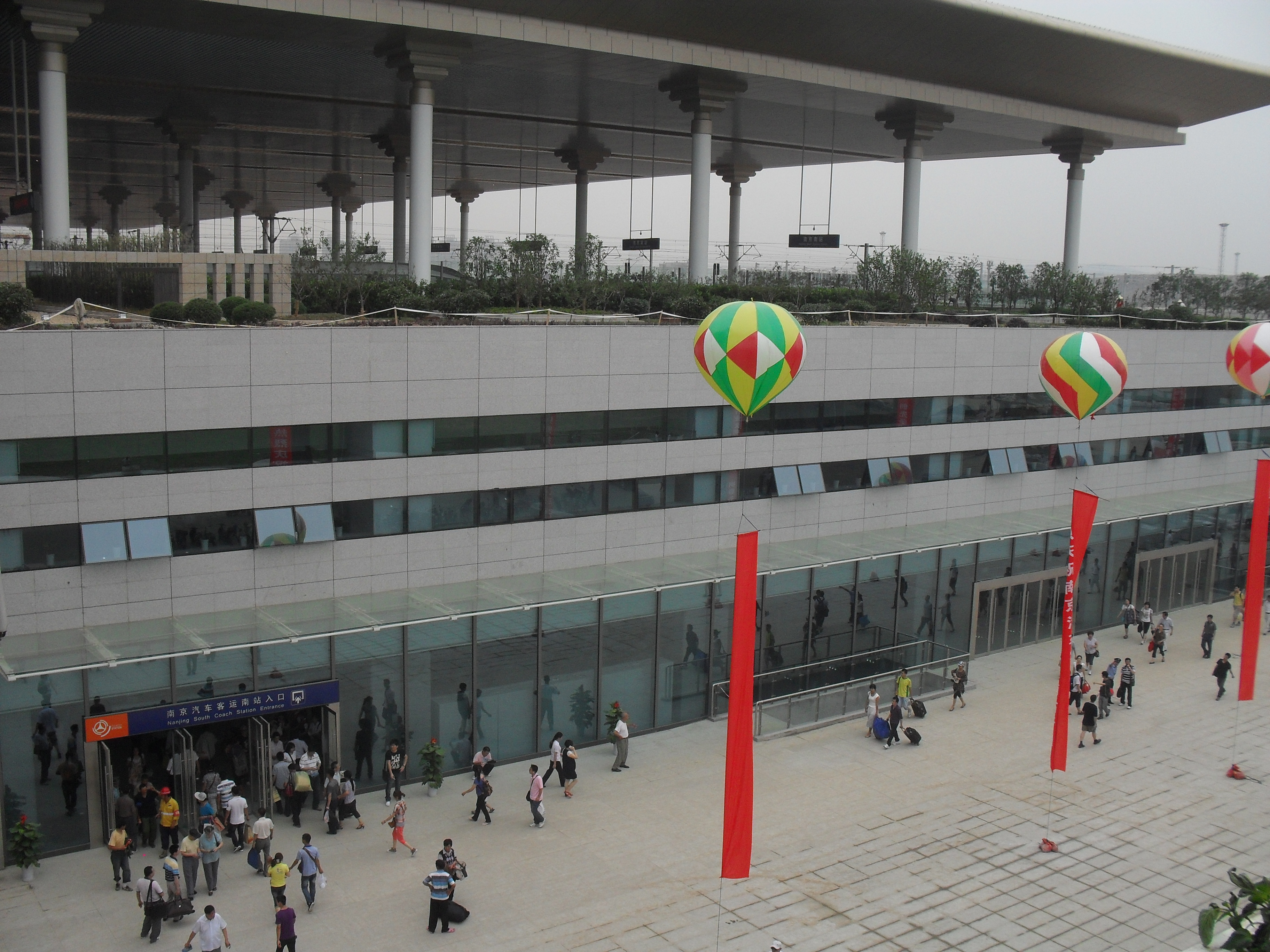
南京南长途汽车站位于股道下方的站房一层

### 地铁
南京地铁南京南站是南京地铁1号线、3号线、S1号线和S3号线的换乘车站。该站站台分为南北两组，两组站台之间有换乘通道相连。1号线和3号线站台位于南侧，位于南京南站地下，成南北走向，为同台换乘的双岛式站台；S1号线和S3号线站台位于北侧，位于南京南站北广场地下，东西走向，为一岛两侧式站台。

### 公交
南京公交
| 南京南站    | 南京南站           | 南京南站 | 南京南站        | 南京南站                           |
| 编号        | 路线               | 路线     | 路线            | 备注                               |
| ----------- | ------------------ | -------- | --------------- | ---------------------------------- |
| B20祭扫专线 | 创盈路             | ⇆        | 普觉寺公墓      | 仅清明节前的双休日及清明节期间运行 |
| D16         | 生建               | ⇆        | 南京南站        |                                    |
| Y16         | 南京南站           | ⇆        | 江边路总站      | 16 夜班 原 816（第一代）           |
| 19          | 南京南站           | ⇆        | 育才公寓        |                                    |
| 27          | 南京南站           | ⇆        | 新街口南        | 经江宁区东山街道                   |
| 84          | 南京南站           | ⇆        | 理工大          |                                    |
| 129         | 南京南站           | ⇆        | 万达广场南      |                                    |
| 190         | 南京南站           | ⇆        | 南京站·南广场东 | 原 南广线                          |
| T14定制公交 | 南京南站19路上客站 | ⇆        | 牛首山风景区西  | 仅节假日开行                       |
| T15定制公交 | 南京南站19路上客站 | ⇆        | 金陵小城        | 仅节假日开行                       |

江宁公交
| 南京南站 | 南京南站 | 南京南站 | 南京南站     | 南京南站         |
| 编号     | 路线     | 路线     | 路线         | 备注             |
| -------- | -------- | -------- | ------------ | ---------------- |
| Y27      | 南京南站 | ⇆        | 东山总站西门 | 原 827（第一代） |
| 719      | 南京南站 | ⇆        | 武夷绿洲     | 原 119           |
| 791      | 南京南站 | ⇆        | 鸿云坊       | 原 191（第一代） |
| 792      | 南京南站 | ⇆        | 综保区场站   | 原 192           |

| 江南路 | 江南路                | 江南路                | 江南路                | 江南路                |
| 编号   | 路线                  | 路线                  | 路线                  | 备注                  |
| ------ | --------------------- | --------------------- | --------------------- | --------------------- |
| 接驳线 | 已于2022年3月31日停办 | 已于2022年3月31日停办 | 已于2022年3月31日停办 | 已于2022年3月31日停办 |

机场巴士
| 南京南站（南广场） | 南京南站（南广场） | 南京南站（南广场） | 南京南站（南广场）   | 南京南站（南广场）             |
| 编号               | 路线               | 路线               | 路线                 | 备注                           |
| ------------------ | ------------------ | ------------------ | -------------------- | ------------------------------ |
| 机场巴士2号线      | 河西万达广场       | →                  | 禄口机场（T2航站楼） | 定时班车，经南京南站、虎踞南路 |
| 机场巴士2号线      | 河西万达广场       | ←                  | 禄口机场（T1航站楼)  | 定时班车，经南京南站、虎踞南路 |

### 长途汽车站
南京汽车客运南站位於車站北廣場，於2011年6月28日正式啟用，有開往山东、浙江、湖北、安徽等方向以及江苏省内各市的客運班車，實現高鐵與長途客運無縫轉乘。

## 外部連結
- 维基共享资源上的相關多媒體資源：南京南站
- （简体中文）南京南火车站
- 南京南站VR全景 （页面存档备份，存于）